# وربنو پود پرادیدم
وربنو پود پرادیدم (به لاتین: Vrbno pod Pradědem) یک منطقهٔ مسکونی در جمهوری چک است که در شهرستان برونتال واقع شده‌است.

## خواهرخوانده
شهر گمینا گووگووک خواهرخواندهٔ وربنو پود پرادیدم هست.